# Torneo di Wimbledon 1979
Il Torneo di Wimbledon 1979 è stata la novantatreesima edizione del Torneo di Wimbledon e seconda prova stagionale del Grande Slam per il 1979.
Si è giocato sui campi in erba dell'All England Lawn Tennis and Croquet Club di Wimbledon a Londra, in Gran Bretagna, dal 25 giugno al 7 luglio 1979.

## Risultati

### Singolare maschile
Björn Borg ha battuto in finale  Roscoe Tanner con il punteggio di 6(4)–7, 6–1, 3–6, 6–3, 6–4.

### Singolare femminile
Martina Navrátilová ha battuto in finale  Chris Evert con il punteggio di 6–4, 6–4.

### Doppio maschile
Peter Fleming /  John McEnroe hanno battuto in finale  Brian Gottfried /  Raúl Ramírez con il punteggio di 4–6, 6–4, 6–2, 6–2.

### Doppio femminile
Billie Jean King /  Martina Navrátilová hanno battuto in finale  Betty Stöve /  Wendy Turnbull con il punteggio di 5–7, 6–3, 6–2.

### Doppio misto
Greer Stevens /  Bob Hewitt hanno battuto in finale  Betty Stöve /  Frew McMillan con il punteggio di 7–5, 7–6(7).

## Junior

### Singolare ragazzi
Ramesh Krishnan ha battuto in finale  David Siegler con il punteggio di 6–0, 6–2.

### Singolare ragazze
Mary Lou Daniels ha battuto in finale  Alycia Moulton con il punteggio di 6–1, 6–3.